# Пок (дворянский род)
Пок — старинный венгерский род.

## История
Предком Пок упоминается в 1220 году некий Мор. Мор участник в битве на реке Шайо. Известно 88 владений рода в Королевстве Венгрия. Из Пок происходят семейства Морочи и Поку.

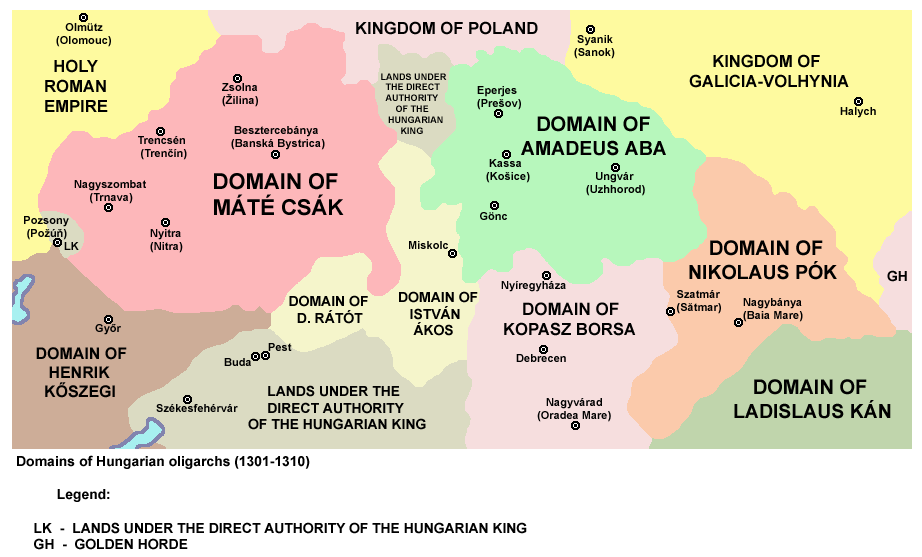
Владения Миклоша Пока на северо-востоке Венгрии

## Известные представители
- Мор Пок (1222—1269) — ишпан, главный виночерпий;
- Морис I Пок[англ.] (1233–1235) (ум. 1235) — магистр стюардов[англ.];
- Морис II Пок[англ.] (1262–1270) (1210—1270) — магистр казначейства[англ.];
- Амадей Пок[англ.] (1254—1267) (ум.1267/68) — епископ Дьёра;
- Миклош Пок (1277—1277/1315—1316) (ок 1245—1319) — воевода Трансильвании[англ.]

Другие представители семьи
- Симон Мороч (1351—1378) — Главный виночерпий;
- Ласло Поку (1719—1785) — судья.
- Мартон Поку (1773—1846) — судья Пешта;
- Пал Поку (1811—1896) — судья Пешта, капитан Национальной гвардии во время Венгерской революции 1848-1849 годов;
- Дьюла Поку (1840—1919) — ишпан округа Хайду, председатель Королевского апелляционного суда Дебрецена;
- Эндре Поку (1871—1941) — врач, тайный королевский советник, член верхней палаты, председатель Королевского двора, министр иностранных дел, ишпан округа Абауй-Торна;
- Пал Поку (1904—1989) — доктор медицины, профессор, член Академии наук Венесуэлы;
- Андраш Пал Поку (род. 1939) — инженер, учился в Массачусетском технологическом институте, генеральный директор нефтехимической компании, член Каракаса, рыцарь Святого Иоанна;
- Миклош Поку (1808—1887) — ишпан округа Хевеш, уполномоченный округа Комарома.